# Kidd Kidd
Curtis Stewart mais conhecido pelo seu nome artístico Kidd Kidd, é um rapper norte-americano.
Kidd Kidd foi descoberto por Lil Wayne em Nova Orleans e e tornou-se um dos primeiros membros da gravadora Young Money Entertainment, sendo menbro do grupo de rap Squad Up.
Em 2004, as brigas entre os membros do grupo e Lil Wayne levou a deixar o rótulo Young Money. Kidd Kidd, mais tarde, voltar a gravadora para fazer uma participação no single de
Lil Wayne "Mrs. Officer" e deixe o rótulo de novo. Atualmente assinou um contrato com a gravadora G-Unit Records, em julho de 2011 e depois de duas semanas participou de um single de Tony Yayo chamado "Haters".

## Discografia

### Álbuns
- "Young World Order: Forever" (2013)

### Singles
- "New Warleans (Like It's Friday)" (part. Juvenile)[4]

### Participações
- "Mrs. Officer" (Com Lil Wayne)[5]
- "Haters" (Com Tony Yayo, 50 Cent, Shawty Lo e Roscoe Dash)
- "OJ" (Com 50 Cent)
- "We Up (Remix)" (Com 50 Cent & Kendrick Lamar)